# Chioninia coctei
Espèce
Synonymes
- Euprepes coctei Duméril & Bibron, 1839
- Macroscincus coctei (Duméril & Bibron, 1839)

Statut de conservation UICN

 EX  : Éteint
Chioninia coctei est une espèce éteinte de sauriens de la famille des Scincidae.

## Répartition
Cette espèce était endémique des îles du Cap-Vert. Elle se rencontrait sur les îles de Branco et de Raso.

## Extinction
L'espèce s'est éteinte en raison de l'introduction dans son milieu de mammifères prédateurs comme les rats et les chats.

## Étymologie
Cette espèce est nommée en l'honneur de Jean Théodore Cocteau.

## Publication originale
- Duméril & Bibron, 1839 : Erpétologie Générale ou Histoire Naturelle Complète des Reptiles. vol. 5, Roret/Fain et Thunot, Paris, p. 1-871 (texte intégral).